# Guichenotia micrantha
Guichenotia micrantha är en malvaväxtart som först beskrevs av Joachim Steetz, och fick sitt nu gällande namn av George Bentham. Guichenotia micrantha ingår i släktet Guichenotia och familjen malvaväxter. Inga underarter finns listade i Catalogue of Life.